# Saint-Julien-sur-Bibost
Saint-Julien-sur-Bibost é uma comuna francesa na região administrativa de Auvérnia-Ródano-Alpes, no departamento de Ródano. Estende-se por uma área de 13,28 km². Em 2010 a comuna tinha 576 habitantes (densidade: 43,4 hab./km²).